# 浅川マキ
浅川 マキ（あさかわ マキ、1942年1月29日 - 2010年1月17日）は、日本の歌手、作詞（詩）家、作曲家、編曲家。淺川マキと綴られることもある。本名：森本悦子。

## 略歴
石川県石川郡美川町（現：白山市）出身。石川県立金沢二水高等学校卒業。
浅川マキは詳しい生い立ちを公表せず、学習研究社が1980年5月に刊行した『NEW MUSIC'81 ニューミュージック事典』の「アーティスト名鑑」では「1961年に法律の勉強をするため上京。その後某放送局ののど自慢で8人抜きをしたことから、浜口庫之助に認められ歌の世界に入る。黒人霊歌やジャズなどを得意とする」などと書かれている。 
町役場で国民年金窓口係の職に就くも程なくして上京する。マヘリア・ジャクソンやビリー・ホリデイのようなスタイルを指向し、米軍キャンプやキャバレーなどで歌手として活動を始める。
1967年にビクターからシングル『東京挽歌／アーメン・ジロー』を発表するも本人と事務所の音楽的指針に大きな乖離があり、当時の出来事がその後の活動に影響を与えた。
1968年、寺山修司と寺本幸司に見出され新宿のアンダー・グラウンド・シアター「蠍座」で初のワンマン公演を三日間に渡り催行、口コミで徐々に知名度が上がる。東芝音楽工業株式会社に移籍。
1969年7月1日、寺本幸司のプロデュースによる『夜が明けたら / かもめ』（EXPRESS-レーベル）で正式にレコード・デビュー。以後移籍することなく作品を発表しつつステージを主体に音楽活動を行う。特に池袋「文芸坐ル・ピリエ」で1997年まで催行した大晦日連続定期公演は有名である。
1992年、「ゼロアワー・シリーズ（0000）」と題して、宮澤昭、トリスタン・ホンシンガー、植松孝夫の3氏のアルバムをプロデュース。当初、ゼロアワー・シリーズはこの3枚のためだけに用意されたものであったが、以後発売した浅川自身の作品にも用いられている。
2000年以降はジャズ・クラブ「新宿 PIT INN」を本拠地として定期公演を再開。2000年3月26日から11月26日の「新宿PIT INN」では、『毎月・最終の日曜日　浅川マキを聴く』と題し、アカペラによる公演を行った（全9日、昼夜2回。計18公演）。
「渇いたブルースをうたわせたら右に出る者はいない」と言われ、ジャズやブルース、ゴスペル、フォークソング等を独自の解釈で歌唱した。
2010年1月17日、ライブ公演で愛知県名古屋市に滞在中、宿泊先ホテルで倒れていたところを発見され、搬送された病院で死亡が確認された。愛知県警中警察署によると、死因は急性心不全とみられる。
2010年3月4日、「新宿 PIT INN」にてお別れの会『浅川マキ「こんな風に過ぎて行くのなら・浅川マキがサヨナラを云う日」』が催行された。ここでは真赤なバラの花の献花台とメッセージ・ボックスが用意され、彼女の生前の作品が流された。翌2011年5月、北陸放送が彼女を題材にしたラジオドキュメント「浅川マキ ロング・グッド・バイ」を制作・放映した。
CDの音質に対して懐疑的であったため、1998年より新譜を発表していなかったが、2004年に映像集『幻の男たち LIVE1984』のDVD化、2007年にベスト・アルバム『DARKNESS IV』を発売するなど徐々に作品が発売されるようになり、2008年にオフィシャルサイトにて〝今年は久しぶりに新しい作品造りに入ります。〟とメッセージが出たものの、実現しなかった。オリジナルアルバムでは亡くなる12年前に発売した1998年のアルバム『闇のなかに置き去りにして〜BLACKにGOOD LUCK』が遺作となった。
存命中は本人の意向により作品の大部分が廃盤だったが、2010年から2011年に掛けて相次いでCD化、発売された（詳細は後述）。
2010年に『浅川マキの世界 CD10枚組BOX 自選作品集』（1990年）の復刻盤発売。またレコード会社からの正式なアナウンスは無かったが、アルバム『黒い空間』（1994年）、『こんな風に過ぎて行くのなら』（1996年）が再生産された。
一周忌に当たる2011年1月に、ファースト・アルバム『浅川マキの世界』から『寂しい日々』までの70年代アルバム10作、6月に『ONE』からLP盤が発売された最後のアルバム『Nothing at all to lose』まで80年代のアルバム14作がデジタルリマスタリングされた音源に、オリジナルレコード（LP盤）の歌詩カード（一部の作品に例外、及び色や紙質などの差異あり）やレコードレーベルを再現した紙ジャケット仕様で復刻（初CD化作品含む）。但し、帯は紙ジャケットシリーズで新たにデザインされたものに統一され、オリジナルレコード帯は再現されていない。また『WHO'S KNOCKING ON MY DOOR』以降はオリジナルレコード盤に元々帯が無く、帯代わりのステッカー（シール）が添付されていたが、こちらも再現されていない。
『夜のカーニバル』（1989年）、『STRANGER'S TOUCH』（1989年）、『BLACK-blackにgood luck-』（1991年）の3作品については再生産も復刻もされなかった。
2013年4月にEMIミュージック・ジャパンがユニバーサルミュージック合同会社に吸収合併されたため、EMIが運営していた浅川マキオフィシャル・ウェブサイトが閉鎖。ユニバーサルミュージックの統一のシンプルなサイトに切り替わった。
浅川の音楽は海外からの評価も高く、2015年には、イギリスのレーベル「Honest Jon's Records」から独自の企画盤『Maki Asakawa』（HJRCD111）がリリースされた。

## 作品観

### 作品に対する姿勢
浅川マキは音楽そのものに限らず音質、ジャケットデザイン、ライナーノーツ、ポスターの配置などにも一貫した美意識を持ち、終生その姿勢を崩すことはなかった。
日本国内に於けるアンダーグラウンドを主体とした音楽活動の第一人者であるが、“アンダーグラウンド” と “（いわゆる）アングラ” を混同してはならないと主張。独自の美意識を貫く姿勢を「時代に合わせて呼吸をする積りはない」と自ら表現している。
自らの作品に於いて “作詞” の表記を “詞” ではなく、“詩” を用いている[要出典]。但しアルバムの歌詞（歌詩）カードでは、“作詞”と表記されているものと“作詩”と表記されているものがある。
外国作品を自ら日本語で唄う場合、原作の保つ世界観を損なわぬよう先ず対訳を依頼し、メロディーから受けるイメージも採り入れたうえで推敲し新たに詩作を行った。そのため表記を “訳詩” とせず “日本語詩” としている。ちあきなおみの歌唱で知られる「朝日のあたる家（朝日楼）」やダミアの歌唱で有名な「暗い日曜日」、ビリー・ホリデイの歌唱で知られる「マイ・マン」等に於いて独自に制作した日本語詩などは特に著名である。
ライターデビュー前の藍渕邪子が楽屋を訪れ〝「東京挽歌」の音源（7インチシングル盤）を持っている〟と告げたところ即座に〝棄ててください〟と返答した経緯がある。「東京挽歌」が世に出たこと自体は否定せぬものの “歌手・浅川マキ” の意向が反映されていないためディスコグラフィーから外しているという。だが、その経緯はステージ公演中に本人も話題にすることがあった。
1993年、東芝EMIが “音蔵シリーズ” と称するアルバム作品群のCD化企画を行い、その中に浅川マキのアルバムが4タイトル含まれていたが、発売するも短期間で自ら廃盤にした。〝音質が気に入らなかったの、特に『マイ・マン（『マイ・マン+1』）』の（CDの）音はジャズではないんです〟と語った。後日別件でEMIを訪ねた藍渕が〝浅川マキの作品は浅川本人の意向により廃盤せざるを得なかった〟と当時の担当者より取材している。生涯、CDの音質について懐疑的な姿勢を示した。

### 楽曲「ロング・グッド・バイ」
- 1968年、蠍座公演のために寺山修司が書き下ろした13作品の中の1つ。
- 作曲・編曲は山木幸三郎。当初のタイトルは「朝鮮人のおじさん」であった[9]。
- 副題は『LONG GOOD-BY』[10]。内国作品／出典：PO(出版者作品届)[10]。
- 2017年現在、音楽出版ジュンアンドケイ（JUN & KEI MUSIC PUBLISHERS, INC.）が出版者としてJASRACに登録[10]。
- JASRAC作品コード：094-5182-0[10]。
- 1968年、一人の若者がノートを拡げ叫ぶようにして寺山の前で語り、その内容に触発され寺山が書き下ろした作品である（浅川マキ、談）。

当時、浅川マキは本作の歌唱に難色を示したが、寺山本人から「マキがこの作品を唄わないならば、僕（寺山）が演出する意味が無くなる」と説得され、唄う決意を固めた。作曲を担当した山木幸三郎も新幹線の車中にて懊悩したという。蠍座での公演は録音され、初のアルバムである『浅川マキの世界』ではB面にその殆どが収録されたが本作のみは東芝も発表および録音を拒絶、1968年当時の公式な録音は現存しない。音楽出版ジュンアンドケイは出版権を持つものの「詩・曲・譜面データは社内に資料が現存していない」と2003年9月に取材を行った藍渕への問い合わせに回答している。
1968年の披露以来、蠍座最終日公演を最後に「ロング・グッド・バイ」はその後10数年にわたって再び唄われることはなかった。9分近い本作を浅川マキが時折唄うようになったのは、1983年に寺山が死去して以降となった。
本作はノンフィクションであり、実名も出てくること、また1968年当時〝更に重大な約束があり〟（浅川マキ、談）、以上の理由から今後も録音、出版される可能性は極めて低い。但し浅川マキ生前のステージ公演にてアカペラにて披露される機会は稀にあり、本作の歌唱前には必ず発表までの詳細な経緯が語られたうえで披露された。
2001年8月5日、青森県三沢市『寺山修司記念館』での開館4周年記念イベント『テラヤマ・ワールド2001 IN 三沢』（副題：寺山修司と【賞】）では、第3部がコンサート『ロング・グッドバイ』と題され浅川マキがアカペラで寺山作品を歌唱。本作も披露された。

## エピソード
- 愛煙家であり、ステージ上でも煙草を燻らせていた。喫煙する姿が数多くのポートレートに残されている。
- 自他共に認める大の劇画通であった。
- 緑魔子とはレコード会社が同じ東芝であったこともあり、自らファンだと語っていた。

## 音楽作品

### シングル
- 多くの文献でシングル「ちっちゃな時から」でデビューと記載されているが、国立国会図書館所蔵の目録を閲覧・確認したところ正確な7インチシングル盤のディスコグラフィーは下記の通りである[注釈 4]。

|                        | 発売日         | タイトル                   | 収録曲                           | 備考 | 規格品番            | 最高位   |
| ビクター               | ビクター       | ビクター                   | ビクター                         | ビクター | ビクター            | ビクター |
| ---------------------- | -------------- | -------------------------- | -------------------------------- | --- | ------------------- | -------- |
| 1st                    | 1967年4月5日   | 東京挽歌／アーメン・ジロー | 東京挽歌                         | アビオン・レコード株式会社制作、ビクターレコード発売。 目録上では1967年6月発売とされている。                                                              | SV-1001             | -        |
| 1st                    | 1967年4月5日   | 東京挽歌／アーメン・ジロー | アーメン・ジロー                 | アビオン・レコード株式会社制作、ビクターレコード発売。 目録上では1967年6月発売とされている。                                                              | SV-1001             | -        |
| 東芝音楽工業 / EXPRESS |                |                            |                                  | |                     |          |
| 2nd                    | 1969年7月1日   | 夜が明けたら／かもめ       | 夜が明けたら                     | シングル・ヴァージョン。蠍座での実況録音。歌の終わりには機関車の出発音、航空機の離陸音も入っている。 編曲；山木幸三郎、演奏：山木幸三郎とオールスターズ。 | EP-1156 (ETP-2429)  | -        |
| 2nd                    | 1969年7月1日   | 夜が明けたら／かもめ       | かもめ                           | | EP-1156 (ETP-2429)  | -        |
| 3rd                    | 1970年2月5日   | ちっちゃな時から           | ちっちゃな時から                 | | EP-1202 (ETP-2911)  | -        |
| 3rd                    | 1970年2月5日   | ちっちゃな時から           | ふしあわせという名の猫           | 編曲のスコアも歌唱も別のテイクのシングル・ヴァージョン。                                                                                                  | EP-1202 (ETP-2911)  | -        |
| 4th                    | 1971年4月5日   | 港の彼岸花                 | 港の彼岸花                       | 歌唱のみ別テイクのシングル・ヴァージョン | ETP-2413            | -        |
| 4th                    | 1971年4月5日   | 港の彼岸花                 | 赤い橋                           | | ETP-2413            | -        |
| 5th                    | 1971年10月5日  | 少年                       | 少年                             | | ETP-2524            | -        |
| 5th                    | 1971年10月5日  | 少年                       | めくら花                         | | ETP-2524            | -        |
| 6th                    | 1972年7月1日   | こんな風に過ぎて行くのなら | こんな風に過ぎて行くのなら       | シングル・ヴァージョン。アルバム『裏窓』にはアルバム・ヴァージョンで収録。                                                                                | ETP-2691            | -        |
| 6th                    | 1972年7月1日   | こんな風に過ぎて行くのなら | さかみち                         | | ETP-2691            | -        |
| 7th                    | 1973年6月5日   | 裏窓／翔べないカラス       | 裏窓                             | | ETP-2862            | -        |
| 7th                    | 1973年6月5日   | 裏窓／翔べないカラス       | 翔べないカラス                   | シングル・ヴァージョン。 | ETP-2862            | -        |
| 東芝EMI / EXPRESS      |                |                            |                                  | |                     |          |
| 8th                    | 1976年4月1日   | 夕凪のとき                 | 夕凪のとき                       | | ETP-20237           | -        |
| 8th                    | 1976年4月1日   | 夕凪のとき                 | それはスポット・ライトではない   | | ETP-20237           | -        |
| 9th                    | 1982年2月21日  | マイ・マン                 | マイ・マン                       | シングル・ヴァージョン。 | ETP-17296           | -        |
| 9th                    | 1982年2月21日  | マイ・マン                 | ちょっと長い関係のブルース       | | ETP-17296           | -        |
| 10th                   | 1982年10月1日  | こころ隠して               | こころ隠して                     | シングル用に尺を短く編集したヴァージョン。 | ETP-17412           | -        |
| 10th                   | 1982年10月1日  | こころ隠して               | むかし                           | | ETP-17412           | -        |
| 11th                   | 1983年8月21日  | コントロール               | コントロール                     | | ETP-17518           | -        |
| 11th                   | 1983年8月21日  | コントロール               | 時代に合わせて呼吸する積りはない | | ETP-17518           | -        |
| 東芝EMI / EASTWORLD    |                |                            |                                  | |                     |          |
| 12th                   | 1988年12月21日 | 見えないカメラ             | 見えないカメラ                   | 本作のみ8cmCD盤(XT10-2244)が発売された。 | RT07-2244 XT10-2244 | -        |
| 12th                   | 1988年12月21日 | 見えないカメラ             | アメリカの夜                     | 本作のみ8cmCD盤(XT10-2244)が発売された。 | RT07-2244 XT10-2244 | -        |

### コンパクト盤
|                        | 発売日                 | タイトル               | 備考                              | 規格品番               | 最高位                 |                        |
| 東芝音楽工業 / EXPRESS | 東芝音楽工業 / EXPRESS | 東芝音楽工業 / EXPRESS | 東芝音楽工業 / EXPRESS            | 東芝音楽工業 / EXPRESS | 東芝音楽工業 / EXPRESS | 東芝音楽工業 / EXPRESS |
| ---------------------- | ---------------------- | ---------------------- | --------------------------------- | ---------------------- | ---------------------- | ---------------------- |
| 1st                    | 1971年                 | 浅川マキ               | 4曲入りの今で言うミニ・アルバム。 | ETP-4277               | -                      |                        |

### アルバム

#### スタジオ・アルバム
| 枚                     | 発売日                 | タイトル                                     | 規格品番               | 備考 | 最高位                 |
| 東芝音楽工業 / EXPRESS | 東芝音楽工業 / EXPRESS | 東芝音楽工業 / EXPRESS                       | 東芝音楽工業 / EXPRESS | 東芝音楽工業 / EXPRESS                                                                                             | 東芝音楽工業 / EXPRESS |
| ---------------------- | ---------------------- | -------------------------------------------- | ---------------------- | --- | ---------------------- |
| 1st                    | 1970年9月5日           | 浅川マキの世界                               | EP-7767                | 前半をスタジオ録音、後半をライヴ録音の半々で構成されているオリジナル・アルバムであり、ライヴ・アルバムでもある作品 | 54位                   |
| 2nd                    | 1971年9月5日           | MAKI II                                      | ETP-8117               | ライヴ録音あり | 22位                   |
| 3rd                    | 1972年12月1日          | ブルー・スピリット・ブルース                 | ETP-9067               | | -                      |
| 東芝EMI / EXPRESS      |                        |                                              |                        | |                        |
| 4th                    | 1973年11月5日          | 裏窓                                         | ETP-9087               | ライヴ録音あり | 72位                   |
| 5th                    | 1976年3月5日           | 灯ともし頃                                   | ETP-72148              | 西荻窪の『アケタの店』にて録音されたアルバム                                                                       | 64位                   |
| 7th                    | 1977年3月5日           | 流れを渡る                                   | ETP-72230              | | -                      |
| 8th                    | 1978年12月1日          | 寂しい日々                                   | ETP-80051              | | -                      |
| 9th                    | 1980年4月5日           | ONE                                          | ETP-80125              | | -                      |
| 10th                   | 1982年2月21日          | マイ・マン                                   | ETP-90154              | | -                      |
| 11th                   | 1982年10月21日         | CAT NAP                                      | ETP-90196              | 近藤等則プロデュース                                                                                               | -                      |
| 12th                   | 1983年8月1日           | WHO'S KNOCKING ON MY DOOR                    | ETP-90234              | 後藤次利プロデュース                                                                                               | -                      |
| 13th                   | 1983年12月1日          | 幻の男たち                                   | ETP-90263              | 浅川マキ・本多俊之DUO                                                                                              | -                      |
| 東芝EMI / EASTWORLD    |                        |                                              |                        | |                        |
| 14th                   | 1985年2月21日          | SOME YEARS PARST                             | WTP-90319              | | -                      |
| 15th                   | 1985年6月29日          | ちょっと長い関係のブルース                   | WTP-90339              | 浅川マキ・渋谷毅DUO                                                                                                | -                      |
| 16th                   | 1986年3月1日           | アメリカの夜                                 | WTP-90388              | | -                      |
| 17th                   | 1987年2月25日          | こぼれる黄金の砂 -What it be like-           | WTP-90388              | 初のセルフ・プロデュース                                                                                           | -                      |
| 17th                   | 1987年2月25日          | こぼれる黄金の砂 -What it be like-           | CA32-1370              | 初のセルフ・プロデュース                                                                                           | -                      |
| 18th                   | 1987年12月25日         | UNDERGROUND                                  | WTP-90388              | ボビー･ワトソン プロデュース                                                                                       | -                      |
| 18th                   | 1987年12月25日         | UNDERGROUND                                  | CT32-5089              | ボビー･ワトソン プロデュース                                                                                       | -                      |
| 19th                   | 1988年5月26日          | 幻の女たち                                   | RT28-5147              | 浅川マキ・本多俊之DUO(II)                                                                                          | -                      |
| 19th                   | 1988年5月26日          | 幻の女たち                                   | CT32-5147              | 浅川マキ・本多俊之DUO(II)                                                                                          | -                      |
| 20th                   | 1988年12月21日         | Nothing at all to lose                       | RT28-5369              | | -                      |
| 20th                   | 1988年12月21日         | Nothing at all to lose                       | CT32-5369              | | -                      |
| 21st                   | 1991年2月20日          | black -blackにgood luck-                     | TOCT-6008/9            | オリジナル・アルバムとしては唯一の2枚組                                                                            | -                      |
| 22nd                   | 1996年6月26日          | こんな風に過ぎて行くのなら                   | TOCT-9489              | | -                      |
| 23rd                   | 1998年11月26日         | 闇のなかに置き去りにして〜BLACKにGOOD LUCK〜 | TOCT-24004             | ラスト・アルバム                                                                                                   | -                      |

#### ライヴ・アルバム
| 枚                     | 発売日                 | タイトル               | 規格品番               | 備考                                                                                               | 最高位                 |
| 東芝音楽工業 / EXPRESS | 東芝音楽工業 / EXPRESS | 東芝音楽工業 / EXPRESS | 東芝音楽工業 / EXPRESS | 東芝音楽工業 / EXPRESS                                                                             | 東芝音楽工業 / EXPRESS |
| ---------------------- | ---------------------- | ---------------------- | ---------------------- | -------------------------------------------------------------------------------------------------- | ---------------------- |
| 1st                    | 1972年3月5日           | MAKI LIVE              | ETP-8167               | 1971年12月30日と31日に行われた紀伊國屋ホールでの年越しコンサートを収録。                           | 67位                   |
| 東芝EMI / EXPRESS      |                        |                        |                        | |                        |
| 2nd                    | 1974年12月20日         | MAKI VI                | ETP-72011              | 神田共立講堂に行われたコンサートを収録。                                                           | 80位                   |
| 3rd                    | 1978年2月5日           | 浅川マキ・ライヴ・夜   | ETP-72298              | 1977年11月19日から20日に京都大学西部講堂行われた『京大西部講堂 Vol.3 浅川マキ ライブ“夜”』を収録。 | 72位                   |
| 東芝EMI / EASTWORLD    |                        |                        |                        | |                        |
| 4th                    | 1989年4月26日          | 夜のカーニバル         | CT32-5421              | | -                      |
| 5th                    | 1994年12月21日         | 黒い空間               | TOCT-8654              | 1992年12月の池袋・文芸坐ル・ピリエでの大晦日公演、1994年に新レコーディングされた2曲＋語りを収録。  | -                      |

#### コンピレーション・アルバム
| 枚                  | 発売日              | タイトル                                                             | 規格品番            | 備考 | 最高位              |
| 東芝EMI / EASTWORLD | 東芝EMI / EASTWORLD | 東芝EMI / EASTWORLD                                                  | 東芝EMI / EASTWORLD | 東芝EMI / EASTWORLD | 東芝EMI / EASTWORLD |
| ------------------- | ------------------- | -------------------------------------------------------------------- | ------------------- | --- | ------------------- |
| 1st                 | 1980年12月21日      | ふと、或る夜、生き物みたいに歩いているので、演奏家たちのOKをもらった | ETP-90042           | 記録音源として、西荻窪の『アケタの店』(80年2月)、FM放送局(79年1月・放送局不明)、京大西部講堂(80年6月)で録音された音源を纏めた作品。 | -                   |
| 2nd                 | 1989年12月13日      | STRANGER'S TOUCH                                                     | TOCT-5604           | 過去作品から選曲、新録音、リミックスで構成されたアルバム。                                                                          | -                   |

### ベスト・アルバム
| 枚                                                                                         | 発売日               | タイトル                  | 規格品番            | 備考 | 最高位              |
| 東芝EMI / EASTWORLD                                                                        | 東芝EMI / EASTWORLD  | 東芝EMI / EASTWORLD       | 東芝EMI / EASTWORLD | 東芝EMI / EASTWORLD | 東芝EMI / EASTWORLD |
| ------------------------------------------------------------------------------------------ | -------------------- | ------------------------- | ------------------- | --- | ------------------- |
| 1st                                                                                        | 1984年7月21日        | Selected Album by MAKI    | WTP-90294           | 初の公式ベスト・アルバム。 | -                   |
| 東芝EMI / EXPRESS                                                                          |                      |                           |                     | |                     |
| 2nd                                                                                        | 1986年12月20日       | CDベストナウ              | CA32-1354           | | -                   |
| 東芝EMI / EASTWORLD                                                                        |                      |                           |                     | |                     |
| 3rd                                                                                        | 1988年2月16日        | DARKNESS〜浅川マキ作品集  | CT25-5157/8         | | -                   |
| 4th                                                                                        | 1995年8月30日        | DARKNESS I                | TOCT-9131/2         | | -                   |
| 5th                                                                                        | 1996年12月21日       | DARKNESS II               | TOCT-9779/80        | | -                   |
| 6th                                                                                        | 1997年11月19日       | DARKNESS III              | TOCT-9985/6         | | -                   |
| 7th                                                                                        | 2007年2月14日        | DARKNESS IV               | TOCT-26201/2        | | -                   |
| EMIミュージック・ジャパン / EXPRESS（CD）、ユニバーサル ミュージック / USMジャパン（SACD） |                      |                           |                     | |                     |
| 8th                                                                                        | 2010年10月27日       | Long Good-bye             | TOCT-26998/9        | 全32曲のオフィシャル・ベストアルバム。未発表写真ブックレット付き。 | 198位               |
| 8th                                                                                        | 2022年11月16日       | Long Good-bye             | UPGY-6011/2         | 初のSACD仕様。2022年DSDマスター。ユニバーサル・ミュージックのSACDベスト・オブ・ベストシリーズの1枚として再発売。2枚組マルチケースから2Dケースに変更。未発表写真ブックレットは割愛。 | -                   |
| EMIミュージック・ジャパン / EXPRESS（配信）、ユニバーサル ミュージック / USMジャパン（CD） |                      |                           |                     | |                     |
| 9th                                                                                        | 2011年6月15日        | シングル・コレクション    |                     | 配信限定。初デジタル化4曲（未CD化）を含む22曲。 | -                   |
| 9th                                                                                        | 2020年9月30日        | シングル・コレクション    | UPCY-7681/2         | 2011年に配信限定で発売したものをジャケットを差し替え2枚組みでCD化 | -                   |
| Honest Jon's Records（輸入版）、ユニバーサル ミュージック / USMジャパン（国内版）          |                      |                           |                     | |                     |
| 10th                                                                                       | 2015年9月 (イギリス) | Maki Asakawa              | HJRLP111            | イギリスで発売されたコンピレーション盤。イギリスのレーベルによる選曲のベスト・アルバム。                                                                                            | -                   |
| 10th                                                                                       | 2016年3月9日 (日本)  | Maki Asakawa UK Selection | UPCY-7087           | イギリスで発売されたコンピレーション盤の日本盤。初のSHM-CD仕様。 | -                   |

### アルバムBOX
| 枚                                      | 発売日              | タイトル                                | 規格品番            | 備考                                                                  | 最高位              |
| 東芝EMI / EASTWORLD                     | 東芝EMI / EASTWORLD | 東芝EMI / EASTWORLD                     | 東芝EMI / EASTWORLD | 東芝EMI / EASTWORLD                                                   | 東芝EMI / EASTWORLD |
| --------------------------------------- | ------------------- | --------------------------------------- | ------------------- | --------------------------------------------------------------------- | ------------------- |
| 1st                                     | 1990年12月19日      | 浅川マキの世界 CD10枚組 自選作品集      | TOCT-5941/50        |                                                                       | -                   |
| 1st                                     | 2010年5月12日       | 浅川マキの世界 CD10枚組 自選作品集      | TOCT-11251/60       | 復刻盤。一度生産終了後、2020年9月30日に同一規格でアンコール・プレス。 |                     |
| ユニバーサル ミュージック / USMジャパン |                     |                                         |                     |                                                                       |                     |
| 2nd                                     | 2022年12月21日      | 浅川マキの世界2 ライヴ・セレクションBOX | UPCY-90174/9        | 6枚組。未発表ライヴ音源（一部既発音源）を纏めたCD BOX。               | -                   |

### その他のアルバム
| 枚                | 発売日            | タイトル                      | 規格品番          | 備考 | 最高位            |
| 東芝EMI / EXPRESS | 東芝EMI / EXPRESS | 東芝EMI / EXPRESS             | 東芝EMI / EXPRESS | 東芝EMI / EXPRESS | 東芝EMI / EXPRESS |
| ----------------- | ----------------- | ----------------------------- | ----------------- | --- | ----------------- |
|                   | 1999年            | 夜が明けたら                  | FECL-40145        | レコード会社数社共同企画によるThe CD Club通信販売限定ベスト・アルバム。                                                                            | -                 |
| ピッグノーズ      |                   |                               |                   | |                   |
|                   | 2011年9月29日     | スキャンダル 京大西部講堂1982 |                   | 浅川マキのコンサートを主催した、京都にあるライブハウス「ピッグノーズ」が制作したCD。 この作品のみ非公式発売だったが、2022年発売のBOXで正式に発売。 | -                 |

### カセット企画
- 寂しい日々（1981年)
  - カセットのみの発売。

（この作品以外にも、カセットのみでのベスト作品リリースが数種類確認されている。）

### 映像作品
- 幻の男たち LIVE1984（1984年 / VHS・LD、2004年12月08日 / DVD）
- 浅川マキがいた頃（2010年05月12日 / DVD）

本人が生前に企画監修・編集を行っていたドキュメンタリー作品。
上記の他、1970年開催の第2回中津川フォークジャンボリーで『かもめ』を唄う模様を記録したフィルムが現存する。

### プロデュース作品
- ネオン輝く日々 - 長谷川きよし（1983年10月1日

以下作品は「ゼロアワー・シリーズ（0000）」と題して3タイトル同時発売。
- 野百合 - 宮澤昭（1992年8月26日）
- From the Broken World - トリスタン・ホンシンガー（1992年8月26日）
- COME FROM WITH - 植松孝夫（1992年8月26日）

## 著書
- 『幻の男たち』講談社、1985年6月25日。ISBN 4062018829。
- 『こんな風に過ぎて行くのなら』石風社、2003年7月15日。ISBN 4883440982。

## 出演
- 恐怖劇場アンバランス 第7話「夜が明けたら」（円谷プロダクション・フジテレビ、1973年）

制作は1970年。制作順では全13話中の12番目のエピソードに当たる。原作は山田風太郎『黒幕』。
『夜が明けたら』を唄う歌手として出演。

## 関連する書籍
- 喜多條忠(編集)『ちょっと長い関係のブルース - 君は浅川マキを聴いたか』2011年、有楽出版社